# Domhring
Domhring (del nórdico antiguo: Círculo del Juicio; también domthing o Corte del Juicio; en sueco y noruego: tingsted; en  latín: circulus judicialis.) era un conjunto de piedras que rodeaban un pilar grabadas con inscripciones rúnicas y se emplazaba en la entrada de un templo erigido a Thor, el dios del trueno. Se especula que en el domhring celebraban sacrificios humanos, quizás de prisioneros de guerra o ajusticiamientos a condenados a la pena capital como ofrendas a los dioses. Se conservan restos arqueológicos en Dinamarca, Noruega, Gran Bretaña, Irlanda e Islandia.
En Landnámabók se menciona el domhring erigido por Þórðr gellir para la corte judicial del distrito (fjorðsÞing), donde los hombres eran destinados al sacrificio, dando a entender que los sacrificios humanos todavía eran parte de la costumbre pagana en la Mancomunidad Islandesa del siglo X, pero es improbable que sobreviviera más allá del siglo XI. 
Según la saga Eyrbyggja (cap. X), el pilar central se denominaba Þorsteinn (la roca de Thor), y se describe así:
En este anillo se encuentra la piedra de Thor, en los que morían los hombres que estaban condenados a ser sacrificados. Todavía se puede ver la mancha de sangre en la piedra.
El Grágás menciona otros usos en un procedimiento en caso de juicio y considera el domhring un recinto consagrado:
El defensor en un caso puede nombrar seis jueces a quienes no quiere que juzguen su caso. Ellos se levantan de la corte, y deben sentarse en el interior del «dómhring» mientras el caso se juzga.